# Sohu.com
Sohu.com (chinois simplifié : 搜狐 ; pinyin : Sōuhú) est une société internet chinoise, ainsi que le nom d'un des principaux sites internet chinois. 

## Histoire
Elle a été fondée par Zhang Chaoyang qui la dirige depuis sa création en 1996. Le moteur de recherche a été lancé en 1998. Sohu a été la troisième société ayant la croissance la plus rapide en 2009 et la 12e en 2010.
Le moteur de recherche internet chinois Sogou crée le 3 août 2004, appartient à la société Sougou, filiale de Sohu.com.
Sohu a été le sponsor et fournisseur officiel des sites internet lors des Jeux olympiques de Pékin en 2008.
En janvier 2020, Sohu annonce l'acquisition d'une participation majoritaire dans Changyou.com pour 579 millions de dollars. 